# Provinciaal ziekenhuis
Een provinciaal ziekenhuis is een ziekenhuis met een sterke op een provincie gerichte focus, vaak bekostigd door de overheid van die provincie. In de Nederlandse provincie Noord-Holland werd de term specifiek gebruikt voor door de provincie ingerichte en bekostigde psychiatrische ziekenhuizen in Santpoort, Bakkum en Medemblik, zie Provinciaal ziekenhuis (Noord-Holland).